# Pierre Veyron
Pierre Veyron (ur. 1 października 1903 roku w Berc, zm. 2 listopada 1970 roku w Èze) – francuski kierowca wyścigowy i inżynier.

## Życiorys
W swojej karierze wyścigowej Veyron poświęcił się startom w wyścigach Grand Prix oraz w wyścigach samochodów sportowych. W 1933 roku wygrał wyścig Voiturette Grand Prix Lwowa. W latach 1934-1935, 1937, 1939, 1949-1953 pojawiał się w stawce 24-godzinnego wyścigu Le Mans. W sezonie 1939 odniósł zwycięstwo w klasie ósmej, co było równoznaczne ze zwycięstwem w całym wyścigu. W kolejnych latach startów nie dojeżdżał do mety.
Na cześć Pierre Veyrona nazwany został zbudowany z inicjatywy koncernu Volkswagen Group hipersamochód Bugatti Veyron, dopuszczony do dróg publicznych i produkowany do 2015 roku przez firmę Bugatti Automobiles.